# 이제초
이제초(李濟初, ?~1812년)는 조선 말기의 반란 지도자이다. 홍경래의 난 가담자 중 한 사람이다.

## 생애
개천 출신이다. 
1811년 홍경래가 반란을 일으켰을 때 북진군 선봉장이 되었으며 선봉장으로서 가산 점령에 공을 세웠다. 그러나 1812년 6월 곽산 사송평(四松坪)에서 함종부사 윤욱열(尹郁烈)과 순천군수 오치수(吳致壽)가 이끄는 관군과 싸우다가 함종군관 김계묵(金啓默)의 창에 찔려 사로잡혔다. 사로잡힌 후 참수형으로 처형되어 효수되었다.

## 참고 문헌
- 《순조실록》